# Championnat de France de rugby à XV 2004-2005
Navigation
Top 16 2003-2004 Top 14 2005-2006
Le championnat de France de rugby à XV 2004-2005 ou Top 16 2004-2005, est la cent-sixième édition du championnat de France de rugby à XV. Elle oppose les seize meilleures équipes de rugby à XV françaises. Le championnat débute le 18 août 2004 pour se terminer par une finale le 11 juin 2005 au Stade de France.
Cette année, le FC Auch et l'Aviron bayonnais sont promus en première division et remplacent l'US Montauban, relégué en deuxième division. Le 11 juin 2005, le Biarritz olympique a remporté la finale face au Stade français, ce qui constitue son quatrième titre de champion de France après celui acquis en 2002. Le FC Grenoble, l'AS Béziers et FC Auch sont relégués en deuxième division alors que la Section paloise a remporté le match de barrage contre le Stade aurillacois et sauvé ainsi sa place en première division. Mais le 5 juillet 2005, la Direction nationale d'aide et de contrôle de gestion (DNACG) refuse l'engagement du FC Grenoble en deuxième division et le rétrograde en Fédérale 1, troisième division du rugby français.
Jean-Baptiste Dambielle termine meilleur réalisateur du championnat avec 361 points.

## Règlement
Après une phase de classement par matchs aller et retour, mettant aux prises toutes les équipes, les quatre premières équipes sont qualifiées pour les demi-finales, le treizième joue un match de barrage et les trois derniers descendent. Les six premiers sont qualifiés pour la coupe d'Europe, voire les sept premiers si un club français est vainqueur de cette compétition, mais que le vainqueur du challenge européen n'est pas français. 

## Participants
| \| SU Agen FC Auch Aviron bayonnais AS Béziers Biarritz olympique CS Bourgoin-Jallieu CA Brive Castres olympique FC Grenoble ASM Clermont Montpellier RC RC Narbonne Stade français Paris Section · paloise USA Perpignan Stade · toulousain \| Localisation des clubs engagés en championnat. |
| SU Agen FC Auch Aviron bayonnais AS Béziers Biarritz olympique CS Bourgoin-Jallieu CA Brive Castres olympique FC Grenoble ASM Clermont Montpellier RC RC Narbonne Stade français Paris Section · paloise USA Perpignan Stade · toulousain                                                      |

| Club             | Dernière montée | Budget 2004-2005 en millions d'euros | Classement en 2003-2004 | Entraîneur(s)                                | Stade                          | Capacité |
| ---------------- | --------------- | ------------------------------------ | ----------------------- | -------------------------------------------- | ------------------------------ | -------- |
| SU Agen          | 1922            |                                      | 11                      | Christian Lanta Christophe Deylaud           | Stade Armandie                 | 14 000   |
| RC Narbonne      | 1907            |                                      | 13                      | Marc Delpoux Jean-François Beltran           | Parc des sports et de l'amitié | 12 000   |
| Section paloise  |                 |                                      | 12                      | Laurent Rodriguez Yannick Vignette           | Stade du Hameau                | 13 800   |
| Stade français   | 1997            |                                      | 2                       | Fabien Galthié Fabrice Landreau Steve Meehan | Stade Jean-Bouin               | 15 000   |
| USA Perpignan    | 1911            |                                      | 1                       | Philippe Boher Philippe Ducousso             | Stade Aimé-Giral               | 14 593   |
| Stade toulousain | 1907            |                                      | 3                       | Guy Novès Serge Laïrle Philippe Rougé-Thomas | Stade Ernest-Wallon            | 19 500   |

## Résumé des résultats

### Classement de la phase régulière
| Rang | Club                     | J  | V  | N | D  | Bo | Bd | Pm  | Pe  | Diff | Pts |
| ---- | ------------------------ | -- | -- | - | -- | -- | -- | --- | --- | ---- | --- |
| 1    | Stade français Paris (T) | 30 | 21 | 2 | 7  | 9  | 2  | 858 | 613 | +245 | 99  |
| 2    | Biarritz olympique       | 30 | 20 | 0 | 10 | 12 | 4  | 838 | 488 | +350 | 96  |
| 3    | CS Bourgoin-Jallieu      | 30 | 20 | 2 | 8  | 10 | 2  | 855 | 648 | +207 | 96  |
| 4    | Stade toulousain         | 30 | 19 | 0 | 11 | 12 | 6  | 875 | 574 | +301 | 94  |
| 5    | USA Perpignan            | 30 | 18 | 1 | 11 | 9  | 3  | 688 | 583 | +105 | 86  |
| 6    | Castres olympique        | 30 | 17 | 3 | 10 | 7  | 3  | 704 | 678 | +26  | 84  |
| 7    | ASM Clermont             | 30 | 16 | 2 | 12 | 7  | 2  | 745 | 647 | +98  | 77  |
| 8    | SU Agen                  | 30 | 16 | 1 | 13 | 6  | 5  | 674 | 568 | +106 | 77  |
| 9    | CA Brive                 | 30 | 14 | 1 | 15 | 5  | 3  | 668 | 745 | -77  | 66  |
| 10   | RC Narbonne              | 30 | 13 | 2 | 15 | 2  | 5  | 588 | 755 | -167 | 63  |
| 11   | Montpellier HR           | 30 | 12 | 0 | 18 | 8  | 6  | 628 | 765 | -137 | 62  |
| 12   | Aviron bayonnais (P)     | 30 | 12 | 3 | 15 | 4  | 2  | 587 | 763 | -176 | 60  |
| 13   | Section paloise          | 30 | 10 | 2 | 18 | 4  | 7  | 605 | 715 | -110 | 55  |
| 14   | FC Grenoble              | 30 | 7  | 2 | 21 | 5  | 5  | 580 | 842 | -262 | 42  |
| 15   | AS Béziers               | 30 | 6  | 3 | 21 | 3  | 5  | 600 | 876 | -276 | 38  |
| 16   | FC Auch (P)              | 30 | 7  | 0 | 23 | 0  | 9  | 503 | 736 | -233 | 37  |

|  | Qualifiés pour la phase finale et la Coupe d'Europe 2005-2006 (no 1, no 2, no 3, no 4). |
|  | Qualifiés pour la Coupe d'Europe 2005-2006 (no 5, no 6, no 7). |
|  | Barragiste contre le 2e du Championnat de France de rugby Pro D2 2004-2005 (no 13). |
|  | Relégués en Pro D2 pour la saison 2005-2006 (no 14, no 15 et no 16). |
|  | T : Tenant du titre 2004 • P : Promus 2004 V : Victoires • N : Matches Nuls • D : Défaites • BO : Bonus Offensif • BD : Bonus Défensif • PP : Points Pour (marqués) • PC : Points Contre (encaissés) • Diff : Différence de points |

### Phase finale
|  | Demi-finales                                         | Demi-finales                                         |                    |    | Finale                                       | Finale                                       |
|  | Demi-finales                                         | Demi-finales                                         |                    |    | Finale                                       | Finale                                       |
|  |                                                      |                                                      |                    |    |                                              |                                              |
|  | 3 juin 2005 au Stade Jacques-Chaban-Delmas, Bordeaux | 3 juin 2005 au Stade Jacques-Chaban-Delmas, Bordeaux |                    |    | 11 juin 2005 au Stade de France, Saint-Denis | 11 juin 2005 au Stade de France, Saint-Denis |
|  | 3 juin 2005 au Stade Jacques-Chaban-Delmas, Bordeaux | 3 juin 2005 au Stade Jacques-Chaban-Delmas, Bordeaux |                    |    | 11 juin 2005 au Stade de France, Saint-Denis | 11 juin 2005 au Stade de France, Saint-Denis |
|  | [1] Stade français                                   | 23                                                   |                    |    | 11 juin 2005 au Stade de France, Saint-Denis | 11 juin 2005 au Stade de France, Saint-Denis |
|  | [1] Stade français                                   | 23                                                   |                    |    | 11 juin 2005 au Stade de France, Saint-Denis | 11 juin 2005 au Stade de France, Saint-Denis |
|  | [4] Stade toulousain                                 | 18                                                   |                    |    | 11 juin 2005 au Stade de France, Saint-Denis | 11 juin 2005 au Stade de France, Saint-Denis |
|  | [4] Stade toulousain                                 | 18                                                   | [1] Stade français | 34 |                                              |                                              |
|  | 4 juin 2005 au Stadium, Toulouse                     |                                                      | [1] Stade français | 34 |                                              |                                              |
|  |                                                      | [2] Biarritz olympique                               | 37                 |    |                                              |                                              |
|  | [2] Biarritz olympique                               | [2] Biarritz olympique                               | 37                 | 32 |                                              |                                              |
|  | [2] Biarritz olympique                               |                                                      |                    | 32 |                                              |                                              |
|  | [3] CS Bourgoin-Jallieu                              | 27                                                   |                    |    |                                              |                                              |
|  | [3] CS Bourgoin-Jallieu                              | 27                                                   |                    |    |                                              |                                              |

## Résultats détaillés

### Phase régulière

#### Tableau synthétique des résultats
| Clubs                | AGE   | AUC   | BAY   | BEZ   | BIA   | BOU   | BRI   | CAS   | GRE   | ASM   | MPL   | NAR   | PAU   | PER   | STF   | TOU   |
| SU Agen              |       | 34-7  | 34-8  | 37-22 | 22-12 | 18-10 | 31-26 | 16-16 | 34-12 | 19-22 | 24-0  | 27-13 | 45-23 | 9-13  | 6-16  | 55-11 |
| FC Auch              | 33-26 |       | 6-8   | 19-17 | 9-20  | 15-19 | 26-29 | 13-22 | 31-15 | 18-19 | 23-10 | 24-25 | 25-19 | 21-19 | 16-27 | 12-21 |
| Aviron bayonnais     | 8-18  | 26-3  |       | 21-12 | 16-41 | 18-18 | 43-29 | 29-18 | 41-12 | 27-19 | 13-24 | 44-38 | 20-20 | 34-33 | 10-34 | 18-15 |
| AS Béziers           | 6-16  | 32-24 | 35-15 |       | 22-26 | 24-40 | 21-21 | 19-24 | 26-19 | 25-52 | 32-19 | 32-15 | 23-43 | 23-23 | 12-41 | 28-22 |
| Biarritz olympique   | 34-17 | 34-3  | 22-27 | 26-6  |       | 31-9  | 37-16 | 40-13 | 46-7  | 30-16 | 45-3  | 39-14 | 29-9  | 30-13 | 41-3  | 20-18 |
| CS Bourgoin-Jallieu  | 32-24 | 35-14 | 48-7  | 80-27 | 28-20 |       | 47-27 | 19-12 | 45-32 | 27-19 | 32-7  | 57-5  | 24-6  | 33-23 | 41-16 | 22-6  |
| CA Brive             | 8-6   | 21-13 | 17-3  | 28-16 | 18-24 | 55-3  |       | 19-12 | 28-8  | 28-12 | 28-9  | 28-9  | 27-23 | 20-6  | 16-34 | 16-27 |
| Castres olympique    | 18-6  | 25-18 | 32-26 | 16-12 | 19-7  | 31-29 | 37-29 |       | 41-22 | 54-23 | 18-10 | 30-31 | 26-22 | 39-25 | 7-7   | 21-20 |
| FC Grenoble          | 12-18 | 24-19 | 26-16 | 31-8  | 7-39  | 34-17 | 23-28 | 28-28 |       | 17-31 | 37-24 | 16-17 | 31-24 | 16-17 | 8-28  | 13-22 |
| ASM Clermont         | 31-8  | 34-6  | 36-16 | 15-15 | 30-26 | 28-28 | 46-10 | 27-28 | 17-26 |       | 27-12 | 39-16 | 28-9  | 21-6  | 34-19 | 26-22 |
| Montpellier RC       | 46-21 | 23-17 | 13-8  | 28-8  | 18-7  | 17-22 | 31-10 | 36-40 | 35-25 | 27-12 |       | 19-23 | 33-12 | 20-8  | 49-25 | 22-23 |
| RC Narbonne          | 12-15 | 25-21 | 16-20 | 28-21 | 38-14 | 15-16 | 36-23 | 25-12 | 16-16 | 16-15 | 27-20 |       | 18-13 | 15-35 | 21-21 | 27-52 |
| Section paloise      | 35-17 | 15-23 | 26-26 | 33-15 | 10-34 | 18-23 | 16-14 | 29-20 | 31-20 | 13-27 | 28-18 | 29-7  |       | 22-0  | 12-29 | 28-16 |
| USA Perpignan        | 41-26 | 36-17 | 32-0  | 33-24 | 20-18 | 29-23 | 43-28 | 20-10 | 33-13 | 43-10 | 24-17 | 20-0  | 26-20 |       | 20-15 | 18-16 |
| Stade français Paris | 20-25 | 37-21 | 40-12 | 35-27 | 31-21 | 31-23 | 32-18 | 24-15 | 46-27 | 28-19 | 82-12 | 29-24 | 33-17 | 19-8  |       | 40-19 |
| Stade toulousain     | 21-20 | 39-6  | 46-27 | 46-10 | 26-25 | 39-5  | 71-3  | 47-20 | 36-3  | 28-10 | 64-26 | 8-16  | 38-0  | 24-21 | 32-16 |       |

|  | Victoire à domicile |  | Match nul |  | Défaite à domicile |

### Match de barrage contre le vainqueur de la phase finale de Pro D2
| 12 juin 2005 | Stade aurillacois | 13 - 46 | Section paloise | Stade Ernest-Wallon, Toulouse Arbitre : Joël Jutge |
| 12 juin 2005 | Essai(s) : 1 Anthony Martrette (47e) Transformation(s) : 1 Maxime Petitjean (47e) Pénalité(s) : 2 Maxime Petitjean (13e, 59e) |         | Essai(s) : 6 Jean-Charles Cistacq (40e, 56e) Romain Terrain (62e) Garrick Morgan (70e) Jack Isaac (77e) Nicolas Mouret (80e) Transformation(s) : 4 Ludovic Mercier Pénalité(s) : 2 Ludovic Mercier (3e, 16e) | Stade Ernest-Wallon, Toulouse Arbitre : Joël Jutge |
| 12 juin 2005 | |         | | Stade Ernest-Wallon, Toulouse Arbitre : Joël Jutge |

| Titulaires · Jean-François Viars 15 · Valentin Maftei 14 · Fabrice Ribeyrolles 13 · Romeo Gontineac 12 · Stéphane Robert 11 · Maxime Petitjean 10 · Mickaël Gracia 90 · Fabien Domingo 80 · Fabien Berneau 70 · 47e Anthony Martrette 60 · David Gabin 50 · David Courteix 40 · Ludovic Monier 30 · Roger Ripol 20 · Vincent Caldayroux 10 · Remplaçants · Arsène Bernard N'Nomo 16 · Franck Membrado 17 · David Payrat 18 · Mathieu Lescure 19 · Stéphane Borel 20 · Guillaume Marque 21 · Konstantin Rachkov 22 · Entraîneur · Michel Peuchlestrade · Thierry Peuchlestrade · Victor Boffelli |  | Titulaires · 15 Lionel Beauxis · 14 Nicolas Mouret 80e · 13 Jean-Charles Cistacq 40e 56e · 12 Jean-Emmanuel Cassin · 11 Jean-Marc Souverbie · 10 Ludovic Mercier · 09 Philippe Carbonneau · 08 Alexandru Manta · 07 Patrick Tabacco · 06 Pierre Som · 05 Garrick Morgan 70e · 04 Olivier Nauroy · 03 Olivier Sourgens · 02 Marius Tincu · 01 Fernando Guatieri · Remplaçants · 16 David Laperne · 17 Fabien Boiroux · 18 Romain Terrain 62e · 19 Vincent Forgues · 20 Patrick Furet · 21 Jack Isaac 77e · 22 Nicolas Martin · Entraîneurs · Laurent Rodriguez · Yannick Vignette |

### Phase finale

#### Demi-finales
| Date        | Stade            | Équipe 1             | Équipe 2            | Résultat | Points marqués |
| ----------- | ---------------- | -------------------- | ------------------- | -------- | --- |
| 3 juin 2005 | Bordeaux         | Stade français Paris | Stade toulousain    | 23-18    | Stade français : 2 essais de Pichot et de Villiers, 2 transformations de Skrela, 3 pénalités de Skrela Toulouse : 2 essais de Elissalde et Heymans, 1 transformation, 1 pénalité et 1 drop de Elissalde                                       |
| 4 juin 2005 | Stadium Toulouse | Biarritz olympique   | CS Bourgoin-Jallieu | 32-27    | Biarritz: 4 essais par Gobelet, Traille, Peyrelongue et Brusque, 3 transformations et 1 pénalité de Yachvili, 1 drop de Peyrelongue Bourgoin: 3 essais de Papé, Anthony Forest, G.Davis, 3 transformations de Péclier, 2 pénalités de Péclier |

### Finale
| Équipes              | Stade français Paris - Biarritz olympique |
| Score                | 34 - 37 après prolongation (31-31 à la fin du temps règlementaire) |
| Date                 | 11 juin 2005 |
| Stade                | Stade de France |
| Arbitre              | Jean-Christophe Gastou |
| Les équipes          | |
| Stade français Paris | Titulaires : Rodrigo Roncero, Mathieu Blin, Pieter de Villiers, David Auradou, Mike James, Pierre Rabadan, Rémy Martin, Shaun Sowerby, Agustín Pichot, David Skrela, Christophe Dominici, Brian Liebenberg, Stéphane Glas, Julien Arias, Juan Martín Hernández Remplaçants : Benjamin Kayser, Sylvain Marconnet, Olivier Brouzet, Mauro Bergamasco, Mirco Bergamasco, Olivier Sarramea, Jérôme Fillol                       |
| Biarritz olympique   | Titulaires : Petru Bălan, Benoît August, Denis Avril, Jérôme Thion, David Couzinet, Serge Betsen, Imanol Harinordoquy, Thomas Lièvremont, Dimitri Yachvili, Julien Peyrelongue, Jean-Baptiste Gobelet, Damien Traille, Guillaume Bousses, Philippe Bidabé, Nicolas Brusque Remplaçants : Jean-Michel Gonzalez, Benoît Lecouls, Olivier Olibeau, Didier Chouchan, Julien Dupuy, Federico Martin Aramburu, Benjamin Dambielle |
| Points marqués       | |
| Stade français Paris | 1 essai par Christophe Dominici, 8 pénalités et 1 transformation par David Skrela, 1 drop par Brian Liebenberg |
| Biarritz olympique   | 1 essai par Jean-Baptiste Gobelet, 9 pénalités et 1 transformation par Dimitri Yachvili, 1 drop par Julien Peyrelongue |